# Jajnik

Schemat żeńskiego układu płciowego człowieka

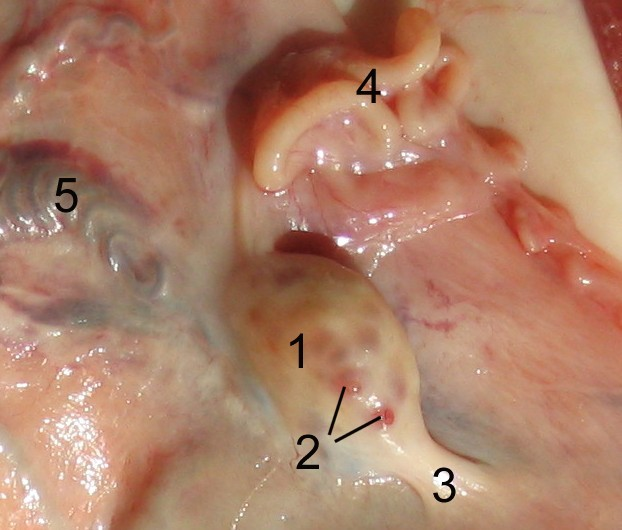
Jajnik owcy:
1 – jajnik,
2 – pęcherzyki Graafa,
3 – więzadło jajnika,
4 – jajowód,
5 – tętnica jajnikowa i żyła jajnikowa

Kolejność zmian w jajniku podczas cyklu miesiączkowego: 1 – menstruacja,
2 – rosnące pęcherzyki,
3 – dojrzały pęcherzyk z komórką jajową,
4 – owulacja,
5 – ciałko żółte,
6 – zanik ciałka żółtego

Jajnik (łac. ovarium) – gonada występująca u samic większości zwierząt (z wyjątkiem gąbek).
Zwykle parzysty narząd, występujący u samic, odpowiednik rozwojowy jąder. U dojrzałej kobiety ma kształt spłaszczonej elipsoidy o wielkości 5×3×1 cm i masie od 6 do 8 gramów.
Jajniki leżą wewnątrz jamy otrzewnej przy bocznych ścianach miednicy na tylnej powierzchni wiązadeł szerokich macicy, do których przywiązane są za pomocą krótkich krezek; w krezce jajnika znajdują się zaopatrujące go naczynia i nerwy. Koniec maciczny jajnika łączy się z rogiem macicy poprzez więzadło jajnika własne. Górne bieguny jajników objęte są przez jajowody. Jajniki służą podwójnemu celowi: wytwarzaniu komórek jajowych oraz wydzielaniu żeńskich hormonów płciowych (estrogenów, progesteronu, relaksyny i androgenów). Z zewnątrz jajniki pokryte są jednowarstwowym nabłonkiem płciowym, pod nim zaś leży błona biaława jajnika. Na przekroju dostrzec można budowę dwuwarstwową. Powierzchniowo położona jest kora jajnika lub warstwa miąższowa, w której powstają komórki jajowe zawarte w pęcherzykach jajnikowych. Bezpośrednio pod błoną białawą znajdują się pęcherzyki jajnikowe pierwotne, a głębiej dojrzewające i dojrzałe oraz ciałko żółte. Pod korą jajnika leży rdzeń jajnika (warstwa naczyniowa), w której skupione są liczne naczynia krwionośne odżywiające warstwę miąższową.
Od chwili osiągnięcia przez kobietę dojrzałości płciowej (pokwitanie), aż do wygaśnięcia jej funkcji rozrodczej (menopauza) (to znaczy przez okres około 35–40 lat), co około 28 dni dojrzewa w jajniku tzw. pęcherzyk Graafa, zawierający komórkę jajową. Dojrzały do pęknięcia pęcherzyk ma średnicę 1–1,5 cm, a komórka jajowa około 0,2 mm. Dojrzewanie pęcherzyka zachodzi pod wpływem hormonu folikulotropowego, zaś pod wpływem hormonu luteinizującego dochodzi do zwiększenia ilości płynu w pęcherzyku i wreszcie jego pęknięcia. Gdy pęcherzyk pęka, jajo dostaje się do jajowodu, a z pozostałej części pęcherzyka powstaje ciałko czerwone, a z niego ciałko żółte, które wydziela progesteron konieczny dla umożliwienia wszczepienia zapłodnionego jaja w śluzówkę macicy.

## Unaczynienie jajnika
- tętnicze: tętnica jajnikowa, gałąź jajnikowa tętnicy macicznej
- żylne: żyła jajnikowa (po prawej stronie uchodzi do żyły głównej dolnej, a po lewej do żyły nerkowej)
- chłonne: naczynia biegnące w więzadle wieszadłowym jajnika do węzłów chłonnych lędźwiowych[2].

Żyła i tętnica jajnikowa, naczynia chłonne i nerwy wnikają do jajnika poprzez wnękę jajnika ulokowaną na jego brzegu kreskowym.